# فرودگاه جاناکپور
فرودگاه جاناکپور (به انگلیسی: Janakpur Airport) (به زبان بومی: जनकपुर बिमानस्थल) یک فرودگاه همگانی با کد یاتا JKR است که یک باند فرود آسفالت دارد و طول باند آن ۱۰۰۶ متر است. این فرودگاه در شهر جانکپور، نپال قرار دارد و در ارتفاع ۷۸ متری از سطح دریا واقع شده‌است.

## شرکت‌های هواپیمایی و مقصدهای پروازی

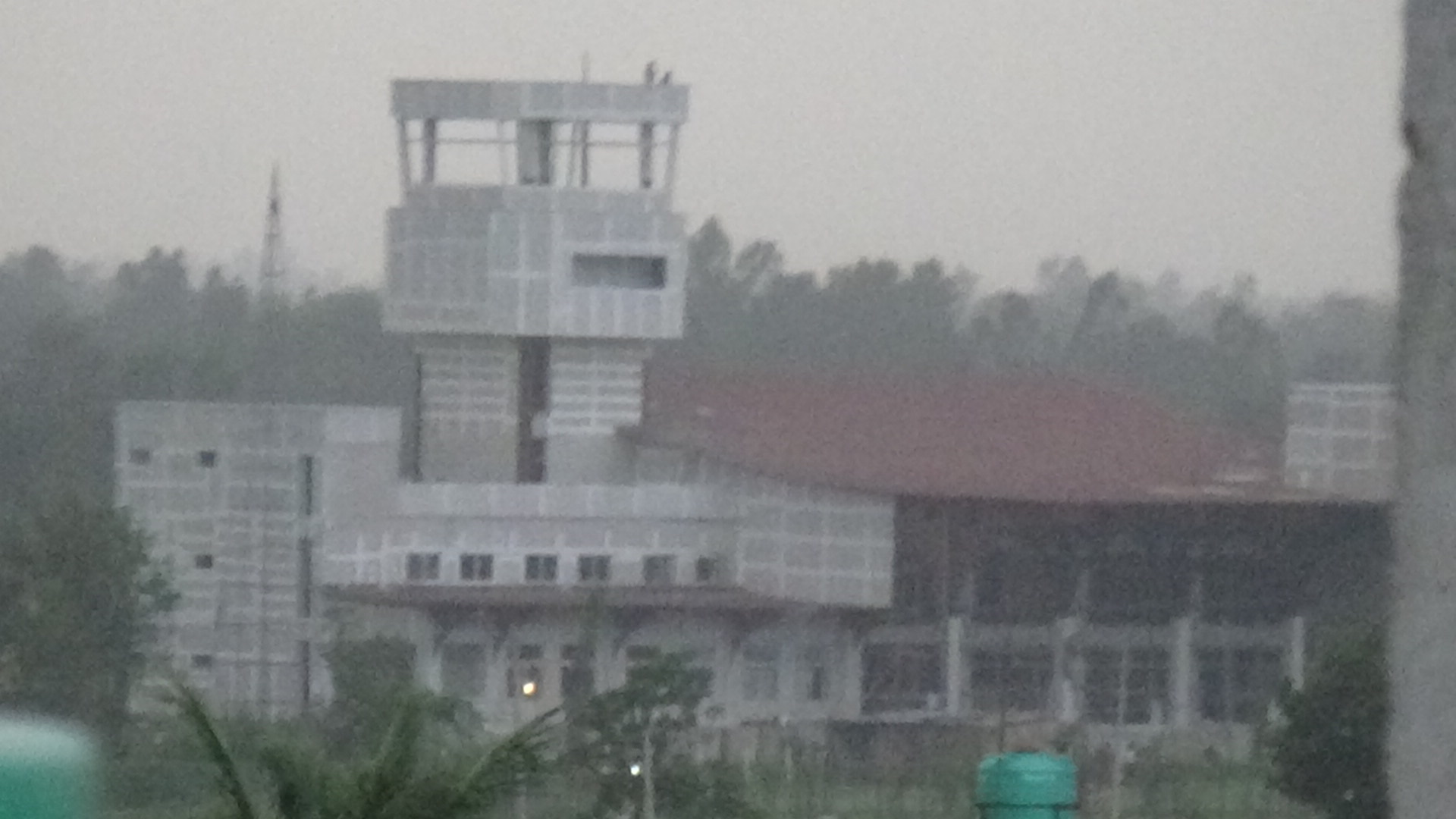
Janakpur Airport Tower New

| شرکت‌های هواپیمایی | مقصدهای پروازی |
| ----------------- | -------------- |
| بودا ایر          | تریبهوان       |
| Yeti Airlines     | تریبهوان       |